# بود کرنپسکیه
بود کرنپسکیه (به لهستانی:  Budy Krępskie) یک روستا در لهستان است که در گمینا واسکاژو واقع شده‌است.